# San Francisco de Asís (Venezuela)
Pour les articles homonymes, voir San Francisco de Asis.
San Francisco de Asís est la capitale de la paroisse civile de San Francisco de Asís de la municipalité de Zamora de l'État d'Aragua au Venezuela.